# Homalocalyx aureus
Homalocalyx aureus là một loài thực vật có hoa trong Họ Đào kim nương. Loài này được (C.A.Gardner) Craven mô tả khoa học đầu tiên năm 1987.